# Kampon Krobyoo
Kampon Krobyoo (thailändisch กัมพล ครบอยู่), früher Natthaphon Krobyoo (thailändisch ณัฐพล ครบอยู่, * 27. September 1989) ist ein thailändischer Fußballspieler.

## Karriere
Kampon Krobyoo stand bis August 2022 beim Sisaket FC unter Vertrag. Mit dem Verein aus Sisaekt spielte er in der North/Eastern Region der dritten Liga. Vorher spielte er für den Raj-Pracha FC und den Ayutthaya United FC. Zu Beginn der Saison 2022/23 wechselte er Ende August 2022 zum Drittligisten Bankhai United FC. Mit dem Klub aus Ban Khai spielte er achtmal in der Eastern Region der Liga. Nach der Hinserie wechselte er im Januar 2023 zum Zweitligisten Ranong United FC. Als Tabellenvorletzter musste er mit dem Verein aus Ranong am Ende der Saison 2022/23 in die dritte Liga absteigen.